# Yosuke Matsuoka
Yōsuke Matsuoka (松岡 洋右, Matsuoka Yōsuke, 3 de març de 1880 – 26 de juny de 1946) va ser un diplomàtic i Ministre d'Afers Estrangers del Japó durant la primera part de la Segona Guerra Mundial. És conegut pel seu discurs desafiant en la Societat de Nacions el 1933, que va acabar amb la participació del Japó en aquesta organització internacional. Va ser també un dels gestors del Pacte Tripartit i del Pacte de neutralitat Japonès-Soviètic en els anys immediatament anteriors a l'esclat de la Guerra.

## Biografia
Matsuoka era el quart fill d'un magnat navilier del Districte Kumage, Prefectura de Yamaguchi  (actualment part de la ciutat de Hikari). Quan ell tenia 11 anys el negoci del seu pare va fer fallida i Matsuoka va ser enviat als Estats Units sota el patrocini de l'Església Metodista per tal d'estudiar anglès. Va residir a Portland, Oregon.
Matsuoka va ser batejat dins l'Església Presbiteriana, amb el nom de Frank.però també va practicar el Budisme i el Shinto.
Matsuoka es va graduar en Dret per la Universitat d'Oregon l'any 1900. Torna al Japó l'any 1902.
Es va fer diplomàtic dins del Ministeri d'Afers estrangers del Japó, va ser viceconsol a Shanghai. Va ser breument Primer secretari de l'Ambaixada Japonesa a Washington D.C. el 1914, Matsuoka va defensar la participació japonesa en la Intervenció a Sibèria contra els bolxevics durant la Guerra Civil Russa.
Matsuoka va ser nomenat consol japonès a la Xina el 1921, però tornà a Manxúria com a director del Ferrocarril del Sud el 1922. En les eleccions de 1930 va ser elegit diputat pel partit polític Rikken Seiyūkai.
Per l'Incident de Manxúria de 1931, l'establiment de Manxukuo i l'Informe Lytton a la Societat de les Nacions que condemnava les accions del Japó, Matsuoka va tornar a actuar dins els afers estrangers i encapçalà la delegació japonesa a la Societat de les Nacions el 1933.
Matsuoka va tenir la intenció de formar un partit feixista al Japó, però aquest partit mai va tenir suport popular i ell va tornar al seu lloc de director del ferrocarril del Sud de Manxúria fins a 1939. Malgrat admiar el feixisme italià, Matsuoka també donava suport a l'establiment de refugiats jueus a Manxukuo.

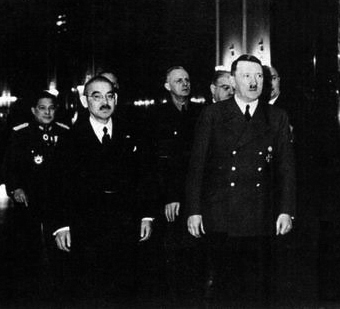
Matsuoka visita a Hitler (Març de 1941)

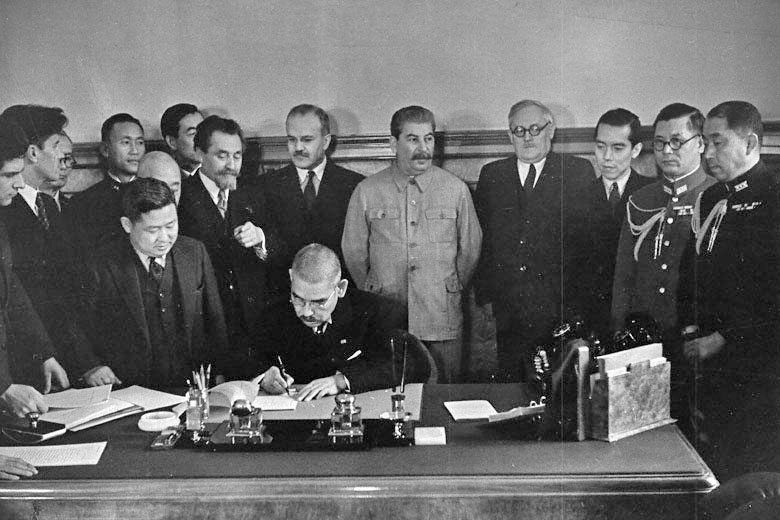
Matsuoka a Moscou signant el pacte de neutralitat Soviètic-Japonès l'abril de 1941 amb Stalin i Vyacheslav Molotov

El 1940, Matsuoka assumí el lloc de Ministre d'Afers Estrangers sota el Primer Ministre Fumimaro Konoe. Matsuoka advocava per l'aliança amb l'Alemanya Nazi i la Itàlia Feixista.
Durant març i abril de 1941 Matsuoka visità Moscou i Berlín.
Després de la rendició del Japó el 1945, Matsuoka va ser arrestat i internat a la presó de Sugamo . Morí a la presó el 1946 abans del judici per crims de guerra.